# Michaił Lichaczow
Michaił Timofiejewicz Lichaczow (ros. Михаил Тимофеевич Лихачёв, ur. 1913 we wsi Łanino w rejonie Daniłowa, zm. 19 grudnia 1954 w Moskwie) – pułkownik bezpieczeństwa państwowego ZSRR, zastępca szefa Oddziału Śledczego MGB ZSRR (1946–1951).
Od 1932 funkcjonariusz milicji ZSRR, od 1937 NKWD ZSRR. Od maja 1946 do lipca 1951 zastępca szefa Oddziału Śledczego MGB ZSRR. Brał aktywny udział w fabrykowaniu procesu Rajka i Żydowskiego Komitetu Antyfaszystowskiego. 13 lipca 1951 aresztowany, 19 grudnia 1954 skazany przez Izbę Wojskową Sądu Najwyższego ZSRR na śmierć przez rozstrzelanie w związku ze „sprawą Abakumowa”.